# Gaël Ondoua
Gaël Bella Ondoua (Yaoundé, 4 novembre 1995) è un calciatore camerunese, centrocampista del Servette e della nazionale camerunese.

## Carriera

### Club
Nel aprile del 2014, Ondoua si trasferì dal Lokomotiv Moscow al CSKA Moscow. Fece il suo debutto professionale il 24 settembre 2014 per il CSKA Moscow in una partita di Coppa di Russia contro il Khimik Dzerzhinsk. Nel gennaio del 2015, Ondoua fu sottoposto a prova con il Sakhalin Yuzhno-Sakhalinsk della Pervenstvo Futbol'noj Nacional'noj Ligi.
Alla fine di dicembre del 2017, è stato riferito che Ondoua aveva firmato con lo Zorya Luhansk. Tuttavia, il 12 marzo, ha pubblicato sul suo account Instagram che a causa di circostanze al di là del suo contratto non sarebbe stato un giocatore dello Zorya Luhansk.
Il 27 luglio 2018, Ondoua ha firmato con il club della Russian Premier League Anzhi Makhachkala.
Il 2 luglio 2019, ha firmato un contratto biennale più un anno di opzione con il club svizzero Servette.
Il 26 agosto 2021, Ondoua si è unito al club tedesco Hannover 96, firmando un contratto di due anni.
Il 21 luglio 2023, Ondoua è tornato al Servette.

### Nazionale
Il 25 marzo 2022 esordisce con il Camerun nella sconfitta per 0-1 contro l'Algeria.

## Palmarès

### Club

#### Competizioni nazionali
- Coppa Svizzera: 1

Servette: 2023-2024